# Aleksandr Piczuszkin
Aleksandr Jurjewicz Piczuszkin zwany Szachownicowym mordercą lub Bitcewskim maniakiem (ros. Александр Юрьевич Пичушкин) (ur. 9 kwietnia 1974 w Mytiszczi) – rosyjski seryjny morderca, który przyznawał się do zamordowania w Moskwie, w latach 1992–2006, 61 osób, jednak udowodniono mu tylko 49. Piczuszkin zyskał swój przydomek, gdyż po każdym zabójstwie kładł na szachownicy numerek. Jak sam twierdził, chciał zapełnić wszystkie 64 pola. Później odwołał to, dodając, że zabijałby dalej do chwili zatrzymania go.
Piczuszkin był wychowywany przez matkę; ojciec porzucił rodzinę, gdy chłopiec miał 10 miesięcy. Od dziecka przejawiał zamiłowanie do szachów. Jako dziecko, Piczuszkin spadł z huśtawki i odniósł poważne obrażenia głowy, których efektem była trwała wada wymowy. 
Pierwszą zbrodnię Piczuszkin popełnił, mając 18 lat, zamordował wtedy kolegę z klasy. Na miejsce swoich zbrodni wybrał Park Bitcewski w Moskwie. Zagadywał ofiary, zwabiał w zarośla i tam brutalnie mordował młotkiem. Piczuszkin wpadł w lecie 2006 roku, po zabójstwie swojej dziewczyny, 36-letniej Mariny Moskalowej. W kieszeni ofiary milicja znalazła bilet metra. Na jego podstawie odszukano nagrania ze stacji moskiewskiego metra, gdzie został sfilmowany ze swoją ofiarą. Po pewnym czasie został aresztowany przez milicję. Początkowo nie przyznawał się do winy, jednak z czasem przyznał się do 61 zabójstw. Mówił, że zabijając wprowadzał swoje ofiary do innego świata. Twierdził, że pierwsza zbrodnia jest jak pierwsza miłość i nigdy się jej nie zapomina. Na koniec dodał, że im bliżej zna się człowieka, tym większą przyjemność sprawia zabicie go.
W trakcie procesu Aleksandr Piczuszkin przyznał się do wszystkich zbrodni, o jakie go oskarżono. Twierdził ponadto, że dokonał jeszcze 12 innych zabójstw. Mówił, że mordując, czuł się jak Bóg, który ma władzę nad życiem i śmiercią. Wśród ofiar Aleksandra było wielu jego znajomych; tłumaczył ich zabicie tym, że chciał żyć samotnie. 29 października 2007 sędzia główny Władimir Usow odczytał wyrok skazujący Piczuszkina na dożywotnie więzienie. W trakcie odczytywania wyroku, sędzia zaznaczył, że przez pierwszych 15 lat będzie odbywać karę w pojedynczej celi. Wyrok nie zrobił na oskarżonym żadnego wrażenia. Matka jednej z ofiar Tatiana Femianowa powiedziała „On nawet jednym zabójstwem zasłużył na dożywocie”.

## Ofiary Piczuszkina
| Lp.    | Ofiara                              | Wiek   | Data                 |
| ------ | ----------------------------------- | ------ | -------------------- |
| 1.     | Michaił Odiczuk                     | 18     | 1992                 |
| 2.     | Wiaczesław Klimow                   | ?      | 23 maja 2001         |
| 3.     | Niezidentyfikowany                  | ok. 60 | 22 czerwca 2001      |
| 4.     | Nikołaj Tichomirow                  | 65     | 26 czerwca 2001      |
| 5.     | Nikołaj Filipow                     | ?      | 29 czerwca 2001      |
| 6.     | Oleg Lwow                           | 49     | 2 lipca 2001         |
| 7.     | G. Safonow                          | ?      | 13 lipca 2001        |
| 8.     | Siergiej Pawłow                     | 44     | 14 lipca 2001        |
| 9.     | Wiktor Elistratow                   | ?      | 20 lipca 2001        |
| 10.    | Andriej Konowałcew                  | ?      | 26 lipca 2001        |
| 11.    | Wiaczesław P.                       | ?      | 18 stycznia 2002     |
| 12.    | Andriej Wesełowski                  | ?      | 29 stycznia 2002     |
| 13.    | Jurij Czumakow                      | 48     | 13 lutego 2002       |
| 14.    | Boris Niestierow                    | 47     | 7 marca 2002         |
| 15.    | G. Czerwiakow                       | ?      | 24 sierpnia 2002     |
| 16.    | Nikołaj Iliński                     | ?      | 13 września 2002     |
| 17.    | W. Minajew                          | ?      | 25 września 2002     |
| 18.    | S. Fiedorow                         | ?      | 30 września 2002     |
| 19.    | A. Puszkow                          | ?      | 2 listopada 2002     |
| 20.    | W. Dołmatow                         | ?      | 12 listopada 2002    |
| 21.    | Wiktor Iljin                        | 42     | 27 marca 2003        |
| 22.    | Igor Kasztanow                      | 62     | 4 kwietnia 2003      |
| 23.    | W. Stanowoj                         | ?      | 10 maja 2003         |
| 24.    | S. Czudin                           | ?      | 22 maja 2003         |
| 25.    | Władimir Fomin                      | 33     | 14 października 2004 |
| 26.    | Nikołaj Worobiew                    | 31     | 15 października 2005 |
| 27.    | Nikołaj Zacharczenko                | 63     | 16 listopada 2005    |
| 28.    | Oleg Ławrienko                      | ?      | 21 listopada 2005    |
| 29.    | Władimir Dudukin                    | 73     | 28 listopada 2005    |
| 30.    | Nikołaj Kuragin                     | 72     | 6 grudnia 2005       |
| 31.    | Wiktor Sołowiew                     | 73     | 16 grudnia 2005      |
| 32.    | Boris Griszyn                       | 64     | 19 grudnia 2005      |
| 33.    | Aleksandr Lewoczkin                 | 51     | 26 grudnia 2005      |
| 34.    | Jurij Romaszkin                     | 55     | 27 lutego 2006       |
| 35.    | Stiepan Wasilczenko                 | 68     | 4 marca 2006         |
| 36.    | Mahmud Czołdoszew                   | 24     | 24 marca 2006        |
| 37.    | Łarysa Kułygina                     | 48     | 12 kwietnia 2006     |
| 38-48. | Nie podano do publicznej wiadomości | -      | 2001-2006            |